# Alain Attallah
Alain Pierre Terry Joseph Attallah (* 5. Oktober 1964 in Alexandria) ist ein ägyptisch-griechischer Basketballtrainer und ehemaliger -spieler.

## Werdegang
Attallah nahm als Spieler mit der ägyptischen Basketballnationalmannschaft an den Olympischen Sommerspielen 1984 und 1988 teil. Bei den Spielen 1988 in Seoul war er mit 10,7 Punkten je Begegnung zweitbester Korbschütze seiner Mannschaft. Er gehörte ebenfalls zu Ägyptens Aufgebot bei der Weltmeisterschaft 1990.
Als Trainer war Attallah ab 2007 für den dänischen Verein SISU tätig. Von 2007 bis 2009 betreute er die SISU-Damen, führte diese 2009 zum dritten Platz in der dänischen Meisterschaft sowie 2009 zum Gewinn des dänischen Pokalwettbewerbs. Hernach war er bei SISU im Nachwuchsbereich beschäftigt. 2013 wechselte Attallah innerhalb Dänemarks zum Stevnsgade Basketball und führte die Männermannschaft des Vereins zum sportlichen Erstligaaufstieg. Als der Verein entschied, den Aufstieg nicht anzutreten, beendete Attallah 2014 seine Tätigkeit. Er nahm eine Aufgabe beim dänischen Basketballverband an, betreute Dänemarks männliche U18-Auswahl als Cheftrainer sowie in der Saison 2015/16 gleichzeitig den dänischen Herren-Erstligisten SISU. Nach dem Ende seiner Arbeit bei SISU war er weiterhin als dänischer Jugend-Nationaltrainer tätig, nahm mit der U18-Auswahl des Landes unter anderem an der B-Europameisterschaft 2017 teil.
2018 trat er beim Schweizer Zweitligisten BBC Nyon das Amt des Cheftrainers an und führte die Männer des waadtländischen Vereins in der Saison 2018/19 zum Aufstieg in die Nationalliga A, die höchste Spielklasse der Schweiz. Attallah blieb in Nyon bis zum Ende der Saison 2020/21 im Amt. In der Sommerpause 2022 trat er das Traineramt bei einem weiteren Schweizer Erstligisten, den Lions de Genève, an. Im März 2023 wurde Attallah in Genf nach drei Niederlagen innerhalb einer Woche entlassen.
Im Juni 2024 wurde er als neuer Trainer des Schweizer Erstligisten Starwings Basket Regio Basel vorgestellt. Nach dem Ende der Saison 2024/25 kam es zur Trennung. Mitte Juli 2025 vermeldete Ligakonkurrent SAM Basket Massagno Attallahs Verpflichtung.